# تصفح الويب في الهواتف المحمولة

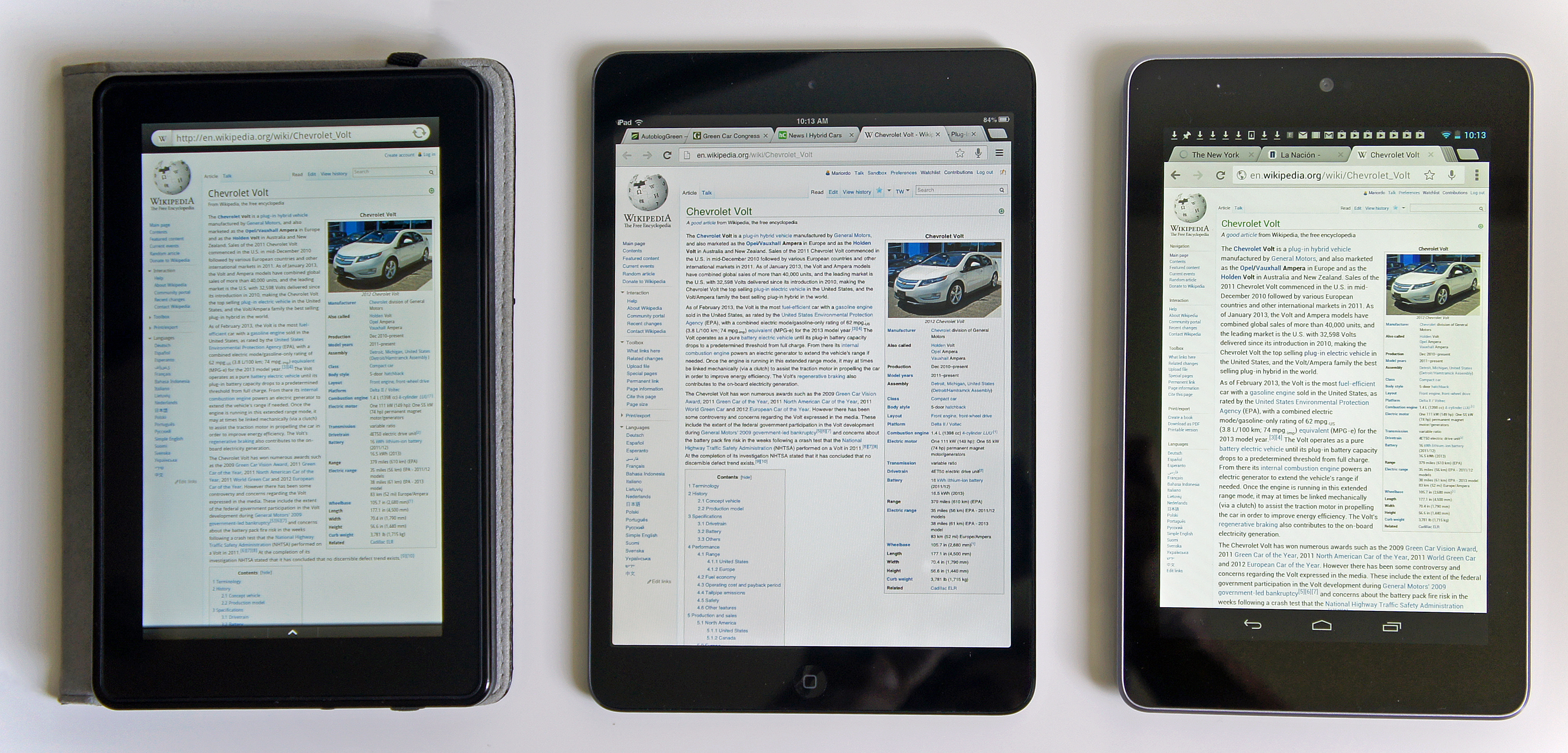
مقارنة الأجهزة اللوحية: Amazon Kindle Fire (يسار)، وApple iPad Mini (وسط)، وGoogle Nexus 7 (يمين)، وكلها تعرض صفحة من ويكيبيديا الإنجليزية

ويب المحمول  يشير إلى استخدام التطبيقات المتصلة بالإنترنت، أو الوصول استنادا إلى مستعرض للإنترنت من جهاز محمول، مثل الهاتف الذكي، أو جهاز الكمبيوتر اللوحي، متصلا بشبكة لاسلكية.
تقليديا، كان الوصول إلى شبكة الإنترنت عبر خدمات الهاتف الثابت. ومع ذلك أصبح الويب أكثر ولوجا عبر الأجهزة المحمولة واللاسلكية. في 2008 تم تحقيق قفزة نوعية حين تم الانتقال من الثابت إلى الإنترنت المحمول، عبر استخدام الهاتف المحمول لأول مرة، متجاوزا الحاسوب المكتبي (المصدر : الاتحاد الدولي للاتصالات، أكتوبر 2009.
في الواقع، فقد تم التحول إلى تسريع الولوج إلى الويب الجوال منذ عام 2007 مع ظهور الهواتف الذكية التي تعمل بخاصية اللمس، وفي الآونة الأخيرة منذ 2010 مع ظهور أجهزة الكمبيوتر اللوحي التي تعمل باللمس أيضا، كلاهما يفضي بقدر أكبر للوصول إلى شبكة الإنترنت، وأفضل مستعرض أو تطبيق المستخدم المستندة إلى ويب من الخبرات التي يوفرها تم الأجيال السابقة من أجهزة الجوال.
ومن المتوقع أن يتم التمييز بين تطبيقات الويب الجوال والتطبيقات الأصلية لتصبح واضحة بشكل متزايد، كما متصفحات الجوال الولوج مباشرة إلى الأجهزة من الأجهزة النقالة (بما في ذلك التسارع ورقائق تحديد المواقع)، وأداء التطبيقات يستند إلى مستعرض تحسين (القدرات والسرعة الحكيم).
بمجرد أن يقوم المستخدمون غير القادرين على التمييز بين تطبيقات الويب الأصلية والمتنقلة، فإن الويب الجوال يشير بصورة عامة إلى الولوج إلى شبكة الإنترنت أو استخدام التطبيقات المتصلة بالإنترنت من جهاز محمول.
الويب المتنقل اليوم لا يزال يعاني من مشاكل في التشغيل البيني وسهولة الاستخدام، قضايا العمل المشترك تنبع من أرضية التجزئة للأجهزة النقالة وأنظمة  تشغيل الهواتف المحمولة، وبرامج التصفح.
موبايل إنترنت يشير إلى الوصول إلى الإنترنت من جهاز محمول، مثل الهواتف الذكية أو المحمول عن طريق قدرات متكاملة أو عن طريق جهاز مستقل (مثل مودم أو بطاقة محول).
اليوم أجهزة المودم الناقل التسلسلي العام وحسب(3.5G) أجهزة المودم. العديد من المستخدمين «حبل» على الهواتف الذكية على الكمبيوتر المحمول أو الكمبيوتر الشخصي مع جهاز لاسلكي توفر الوصول إلى الإنترنت عبر الجيل الثالث 3G

## المعايير
تطوير المعايير، هي مقاربة تم وضعها لتحسين التشغيل البيني وسهولة الاستخدام والولوج، والقضايا المتعلقة بسهولة استخدام المحمول على شبكة الإنترنت.
مبادرة الويب الجوال هي مبادرة جديدة شكلتها W3C لتطوير أفضل للتطبيقات والتكنولوجيات ذات الصلة بالويب الجوال. والهدف من المبادرة هو جعل تصفح الويب من خلال الأجهزة النقالة أكثر موثوقية ويسهل الولوج إليها. والهدف الرئيسي هو تطوير المعايير من تنسيق البيانات من مقدمي خدمات الإنترنت التي صممت لمواصفات خاصة أجهزة الجوال. وقد نشرت المبادئ التوجيهية ل W3C دليلا لمحتوى الجوال.
W3C يطور أيضا وضع نظام التحقق لتقييم مدى استعداد محتوى الهواتف الجوالة، عن طريق تصميم mobileOK والتي سوف تساعد مطوري المحتوى لتحديد ما إذا كان مضمونها الويب جاهزا. W3C والمبادئ التوجيهية ونهج mobileOK لم يكونا في مأمن من الانتقاد، وهذا يضع التركيز على التكيف، والتي ينظر إليها الآن باعتبارها عملية رئيسية في تحقيق الويب في كل مكان، وعندما يقترن وصفا جهاز المخزون.
mTLD، التسجيل ل. موبي، أصدرت أداة الفحص المجاني سمي تقرير MobiReady من أجل تحليل الاستعداد المحمول للموقع، هذا التقرير يختبر استعداد المحمول للموقع، باستخدام صناعة أفضل التطبيقات والمعايير.
معايير أخرى للويب موبايل أصبح موثقا ومستخدما من أجل تطبيقات خاصة من خلال مجموعات صناعية مهمة، مثل استخدام الموبايل ويب من أجل التعليم والتدريب

## التنمية
عرض تجاريا الوصول الأول للويب موبايل في فنلندا عام 1996 على هاتف نوكيا 9000، وكان أول إطلاق تجاري لخدمة الهاتف المحمول على مستعرض الويب في عام 1999 في اليابان
الويب الجوال يستخدم في المقام الأول صفحات خفيفة الوزن لتقديم المحتوى لأجهزة الجوال. العديد من متصفحات الجوال الجديدة تتجاوز هذه القيود من خلال دعم مجموعة واسعة من صيغ الويب، بما في ذلك المتغيرات أتش تي أم التي توجد عادة على شبكة الإنترنت للحاسوب المكتبي.

## المستوى الأعلى للنطاق
أطلق. موبي المجال على مستوى عال برعاية خاصة لشبكة الإنترنت المتنقلة من قبل مجموعة من الشركات بما في ذلك غوغل، ومايكروسوفت ونوكيا وسامسونغ، وفودافون، من خلال إجبار مواقع للامتثال لمعايير الإنترنت المتنقلة.
موبي يحاول ضمان تجربة متناسقة للزوار على أجهزتهم النقالة، ومع ذلك، فقد انتقد هذا المجال من قبل العديد من الأسماء الكبيرة، بما في ذلك تيم بيرنرز لي من W3C، الذي يدعي أنه يكسر استقلال الجهاز على شبكة الإنترنت
ومن المفيد في الأساس لتكون قادرة على استخدام URI من أجل بعض المعلومات والبحث بعد ذلك عن URI في سياق مختلف تماما. على سبيل المثال، قد أرغب في البحث عن مطعم على جهاز كمبيوتري المحمول، وحفظه، ومن ثمة، عندما يكون لدي هاتفي فقط، يمكنني الاطلاع على ملف الحفظ، لمعرفة قائمة المساء. أو، بإمكان وكيل إرسال مؤشر إلى مساري من أجل رحلة عمل. بإمكاني الاطلاع على الرحلة من مكتبي على شاشة كبيرة، وأريد أن أطلع على الخريطة، أو يمكنني الاطلاع عليها من المطار من هاتفي، عندما يكون كل ما أحتاجه هو رقم البوابة.

## سبع وسائل الإعلام
منذ تم بيع أول نغمة رنين على الهاتف النقال في فنلندا في عام 1998، برز المحمول والسابع من وسائل الإعلام. وبدا الإعلان يستهلك اليوم مجموعة واسعة من محتوى وسائل الإعلام المدفوعة على الهواتف النقالة تتراوح بين 9.3 مليار دولار من الموسيقى و5 مليارات دولار من ألعاب الفيديو إلى الأبراج، والهدايا الظاهرية، النكات، والأخبار، للترفيه عن الكبار، وما إلى ذلك يرد أيضا على جميع وسائل الإعلام الأخرى، وبدأت خدمة الأخبار على الموبايل في فنلندا برعاية الإعلانات في 2000. في عام 2005، أصبحت نغمة الضفدع المجنون الرنة الأولى للمحمول، وكان العبور إلى الموسيقى والرسوم البيانية.

## الإعلان
المعلنون يستخدمون بشكل متزايد الويب المحمول كمنصة للوصول إلى المستهلكين، وبلغت القيمة الإجمالية للإعلان على المحمول 2.2 مليار دولار في 2007، وقالن دراسة أجريت مؤخرا من قبل رابطة الناشرين على الانترنت أن حوالي واحد من كل عشرة يستخدم الموبايل ويب، وقالت إنهم أقدموا على الشراء على أساس إعلان ويب المحمول، في حين 23 ٪ قالوا انهم قاموا بزيارة موقع ويب، 13في المائة طلبوا مزيدا من المعلومات حول المنتج أو الخدمة و11 ٪ قالوا انهم ذهبوا إلى متجر للتحقق من منتج.

## قيود
على الرغم من تعويض الولوج إلى الإنترنت ل«التنقل» يوفر مزايا كثيرة، مثل القدرة على التواصل مع الآخرين عن طريق البريد الإلكتروني والحصول على المعلومات في أي مكان، على شبكة الإنترنت، الوصول إليها من الأجهزة النقالة، عليها عدد كبير من القيود، والتي قد تختلف، اعتمادا على الجهاز. ومع ذلك، أحدث الهواتف الذكية مثل فون وتلك التي تستخدم نظام التشغيل الروبوت التغلب على بعض هذه القيود. بعض المشاكل التي قد يكون واجه ما يلي :
حجم الشاشة الصغيرة—وهذا يجعل من الصعب أو المستحيل أن نرى النص والرسومات تعتمد على حجم مستوى شاشة الكمبيوتر المكتبي.
عدم وجود ويندوز—على كمبيوتر سطح المكتب، والقدرة على فتح أكثر من نافذة واحدة في وقت واحد يسمح لتعدد المهام والعودة بسهولة إلى الصفحة السابقة. تاريخيا على شبكة الإنترنت النقالة، يمكن عرض صفحة واحدة فقط في وقت واحد، ويمكن فقط أن ينظر في صفحات تسلسل الوصول كانوا في الأصل. ومع ذلك، هناك تطبيقات لفون (مثل العواصف).
الملاحة—معظم الأجهزة المتحركة لا تستخدم مؤشر mouselike، مما يحد من المرونة في التنقل.
عدم وجود جافا سكريبت والكوكيز—معظم الأجهزة التي لا تدعم من جانب برمجة وتخزين الكوكيز التي تستخدم الآن على نطاق واسع في معظم مواقع الويب لتعزيز تجربة المستخدم، وتسهيل التحقق من صحة البيانات المدخلة من قبل زائر الصفحة، الخ وهذا يؤدي أيضا إلى أدوات تحليلات الويب غير مناسبة لتحديد الزوار باستخدام الأجهزة النقالة.
أنواع صفحات الوصول—كثير من المواقع التي يمكن الوصول إليها على سطح المكتب لا على جهاز محمول،
السرعة—في معظم الأجهزة النقالة، وسرعة الخدمة بطيئة جدا، وتباطؤ الطلب في كثير من الأحيان من الوصول إلى الإنترنت الهاتفي.
صفحات المكسور—في العديد من الأجهزة، يتم تقسيم صفحة واحدة وعرضها على سطح المكتب إلى شرائح،
وتقلص العديد من الصفحات، في تحويلها إلى تنسيق المتنقلة، إلى ترتيب مختلف من الطريقة التي اعتادت أن تكون عرضها على جهاز كمبيوتر سطح المكتب—صفحات مضغوط.
حجم الرسائل—العديد من الأجهزة لها حدود على عدد من الأحرف التي يمكن إرسالها في رسالة بريد إلكتروني. فرض الوصول إلى عرض النطاق الترددي ورسوم الهاتف المحمول من الشبكات يمكن أن تكون عالية إذا لم يكن هناك رسوم شقة شهريا—التكلفة.

## موقع مستخدم الهاتف المحمول
عجز تطبيقات الويب الجوال للوصول إلى القدرات المحلية على الجهاز المحمول يمكن أن يحد من قدرتها على تقديم نفس خصائص التطبيقات الوطنية. النشاط بوندي OMTP يعمل كحافز لتمكين مجموعة من واجهات برمجة التطبيقات جافا سكريبت الذي يمكن الوصول إلى القدرات المحلية بطريقة آمنة على الجهاز المحمول.
وبالإضافة إلى القيود المفروضة على الجهاز نفسه هناك قيود على ضرورة بذل المعروف للمستخدمين بشأن تدخل هذه الأجهزة الكهرومغناطيسية تسبب في التكنولوجيا الأخرى.